# Chrysiridia rhipheus
Uranie de Madagascar, Uranie rhiphée
Espèce
Chrysiridia rhipheus, parfois appelé Uranie de Madagascar et Uranie rhiphée, est une espèce de lépidoptères de la super-famille des Geometroidea, de la famille des Uraniidae et du genre Chrysiridia. Bien qu'appartenant à la super-famille des Geometroidea, composée majoritairement d'espèces nocturnes, il s'agit d'une espèce diurne. Ce lépidoptère est l'une des deux seules espèces du genre Chrysiridia avec C. croesus, très proche physiquement. C. rhipheus est considéré comme l'un des plus beaux papillons du monde,. Ce papillon se distingue par ses couleurs vives et iridescentes et ses nombreuses queues qui rappellent les espèces du genre Papilio avec lesquelles il n'a pourtant aucun lien phylogénétique. Ses couleurs sont aposématiques et préviennent les prédateurs de sa toxicité.
Chrysiridia rhipheus est endémique de Madagascar. Ses chenilles consomment les plantes du genre Omphalea, puis se changent en chrysalide dans des cocons composés d'un réseau de soie peu dense. Les adultes effectuent des migrations entre les différentes populations de leurs plantes hôtes, de la côte ouest à la côte est. L'espèce a été décrite pour la première fois par Dru Drury en 1773 sous le nom de Papilio rhipheus, à partir d'un spécimen incomplet qu'il croyait originaire de Chine. Un spécimen complet fut décrit par Pieter Cramer en 1779, mais il faudra attendre le XIXe siècle pour que le spécimen de Drury et celui de Cramer soient définitivement identifiés comme deux individus de la même espèce et que celle-ci soit localisée à Madagascar. Ce lépidoptère fut placé dans le genre Chrysiridia par Jakob Hübner en 1823. Les Malgaches le nomment Loloadriana ou Adrianalolo ce qui peut se traduire par "noble papillon", "esprit noble", "papillon royal" ou encore "esprit royal", et pensent que l'esprit des ancêtres se manifeste sous la forme d'un papillon.

## Description

### Imago
L'imago de cette espèce est parfois considéré comme l'un des plus beaux papillons du monde,. Son envergure varie entre 70 et 90 mm et peut atteindre exceptionnellement 110 mm. Les spécimens de haute altitude, entre 900 et 1080 m ont une envergure moyenne de 70 mm tandis que ceux de basse altitude sont plus grands, avec une envergure moyenne de 90 mm.
Le dessus des ailes antérieures est vert iridescent avec une aire basale et des zébrures noires, tandis que ses ailes postérieures ont une aire basale noire, une aire médiane blanche, dorée et rouge, ainsi que six queues.

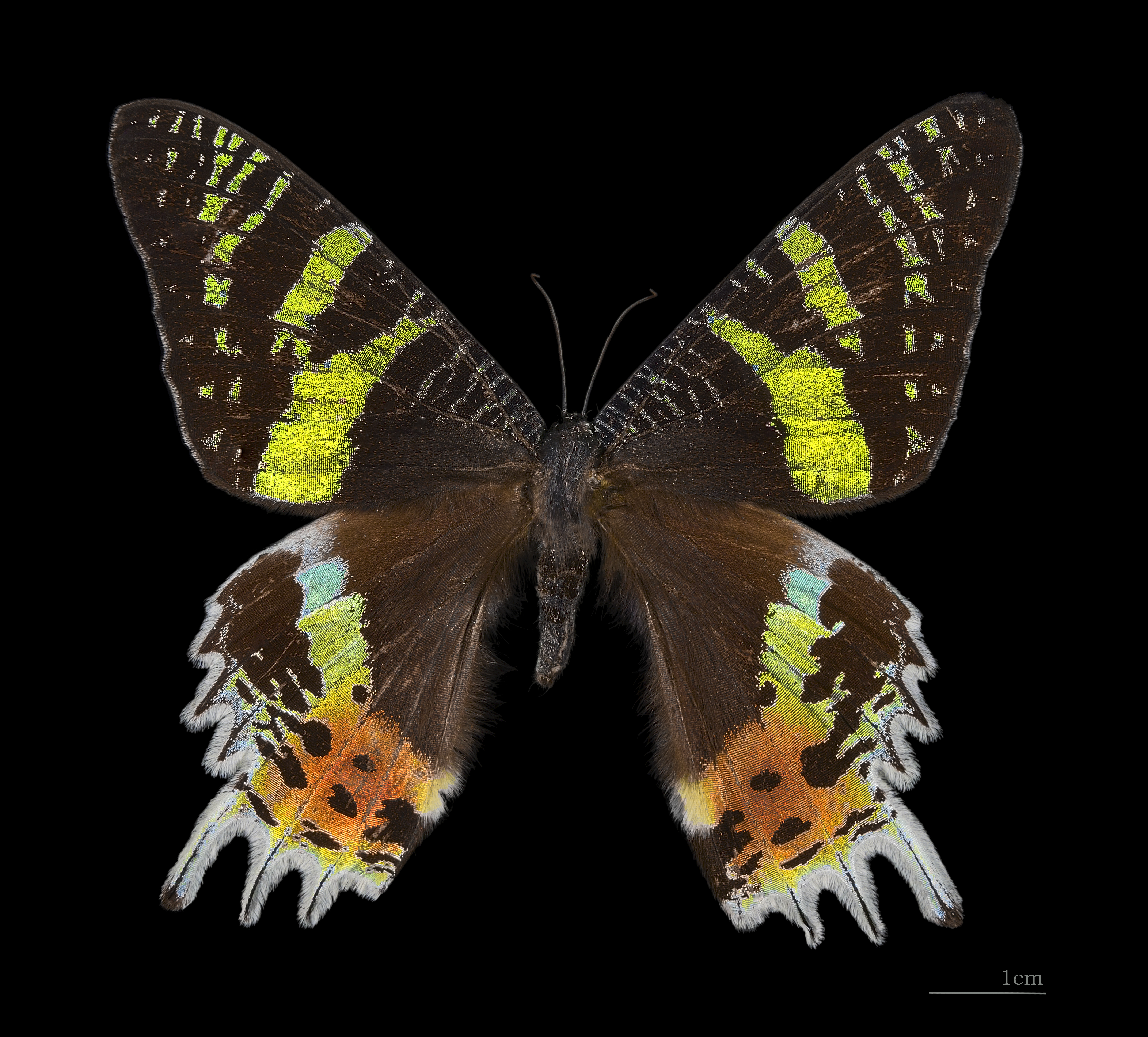
Chrysiridia rhipheus, face dorsale.

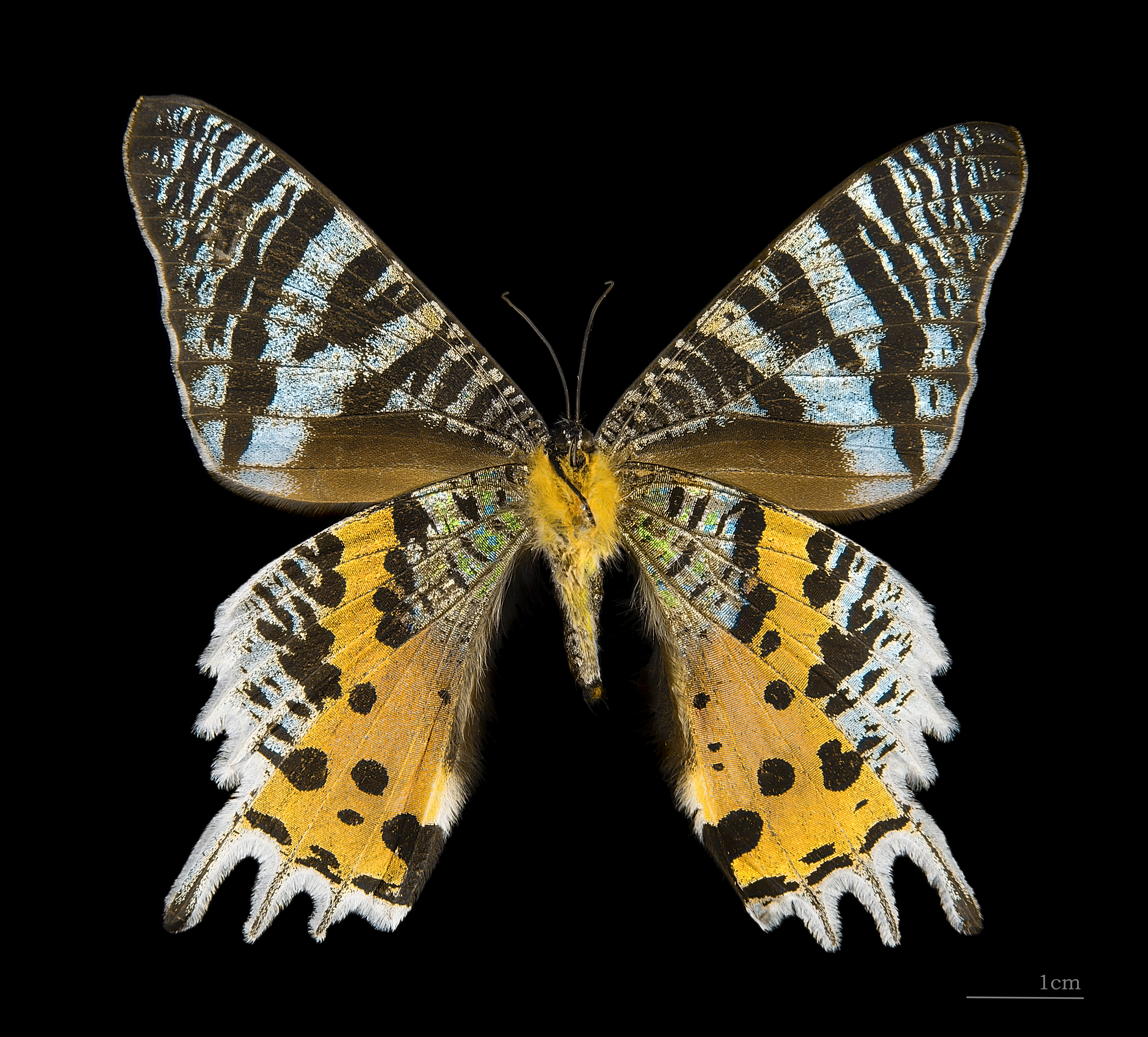
Chrysiridia rhipheus, face ventrale.

Le revers des ailes antérieures est bleu clair marqué de noir, celui des postérieures comporte une petite portion basale vert doré et une large bande dorée puis rouge et rose iridescent dans la partie anale. Les queues sont bleu clair et blanches. Les ailes postérieures sont bordées de longues écailles blanches à l'aspect plumeux. Le dessin des ailes peut varier selon la température à laquelle la chrysalide a été exposée et il arrive que le papillon soit asymétrique, cette asymétrie étant causée par un choc thermale durant la nymphose.
Les antennes sont filiformes. Le dessus du corps est noir et le dessus et les flancs de l'abdomen peuvent présenter une couleur verte irisée. Le dessous de l'abdomen et du thorax sont jaunâtres.

### Microstructure des ailes
Contrairement à la plupart des papillons, les couleurs des ailes de Chrysiridia rhipheus ne viennent pas de pigments. Elles proviennent de la diffraction de la lumière sur la microstructure particulière des écailles qui couvrent les ailes du papillon. Il s'agit donc de couleurs structurelles et non de couleurs pigmentaires. Ces caractéristiques font que les espèces du genre Chrysiridia et les espèces apparentées du genre Urania sont fréquemment étudiées par la science optique.
Les couleurs de Chrysiridia rhipheus sont produites par la conjonction de deux phénomènes optiques, causés par la structure des écailles et par leur forme.
Sur les deux faces des ailes :
1. Chaque écaille est composée d'une alternance de couches de chitine et d'air qui interfère avec la lumière. Les couches de chitine tiennent en place grâce à des blocs de chitine qui maintiennent un espace entre elles. Ces couches et ces vides remplis d'air sont plus minces que la longueur d'onde de la lumière visible. Le nombre de couche varie d'un bout à l'autre des écailles, d'une couche à l'extrémité proximale (extrémité inférieure) à six couches à l'extrémité distale (extrémité supérieure). Cette structure reflète fortement certaines longueurs d'ondes lumineuses, en fonction du nombre de couches, de leur épaisseur et de l'angle d'incidence de la lumière[10],[11],[12].
2. Les écailles sont fortement incurvées ce qui entraine un phénomène de réflexion entre elles. Ce mécanisme est peu commun parmi les lépidoptères. La partie proximale est presque plate, l'écaille se courbe ensuite progressivement puis s'incurve brusquement vers la partie distale, qui couvre en outre la partie proximale de la rangée d'écailles située derrière elle. En raison de cette forme il existe des rainures entre les rangées d'écailles. En conséquence lorsque la lumière frappe une écaille elle est reflétée avec un angle de 90° environ et frappe l'écaille suivante, et ainsi de suite à travers l'aile. L'angle de chaque réflexion étant éloigné de l'incidence normale, l'effet d'interférence provoque la réflexion de différentes couleurs qui deviennent visibles lorsque la lumière frappe la partie supérieure incurvée des écailles et est renvoyée vers l'extérieure[10].

La couleur renvoyée par l'aile dépend de la combinaison entre ces deux effets. Les couches de chitine étant disposées en rangée, l'effet du second type de réflexion et la couleur du papillon dépendent de la polarisation de la lumière. Certaines espèces de papillon, comme Heliconius cydno, utilisent les couleurs structurelles polarisées pour la communication intersexuelle. Il est possible qu'il en aille de même pour Chrysiridia rhipheus. 

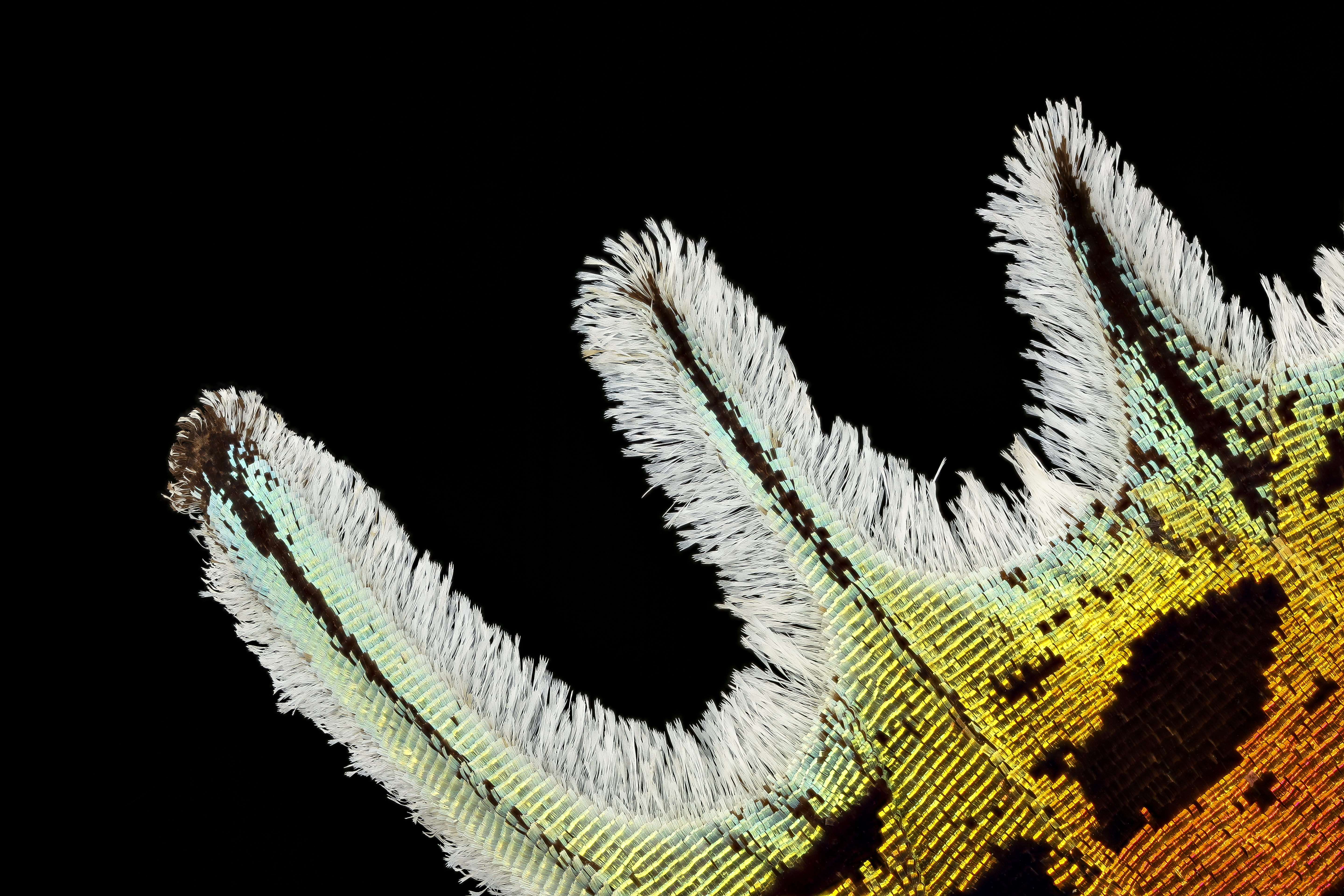
Zoom sur les queues de l'aile postérieure
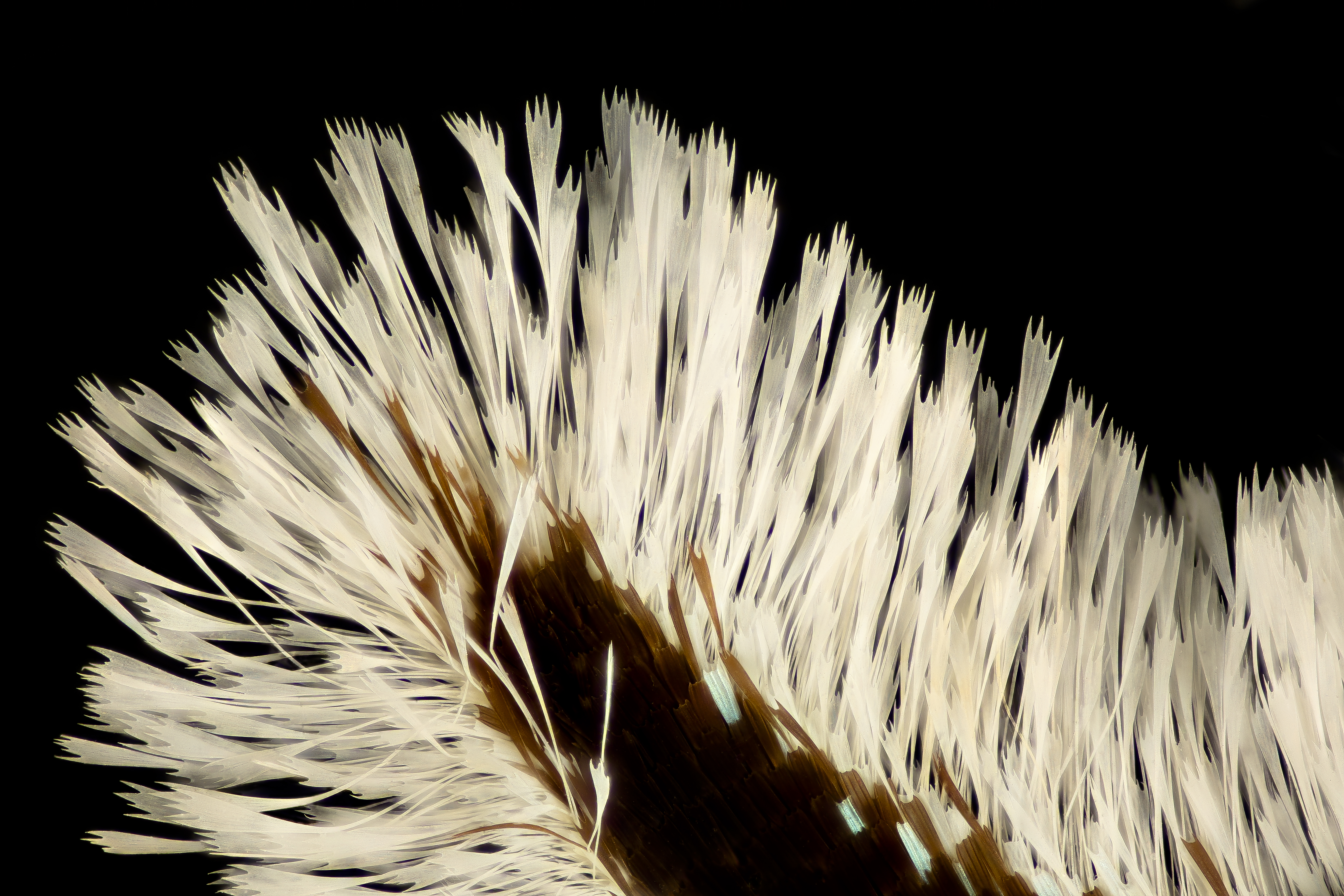
Même zone, avec un plus fort grossissement
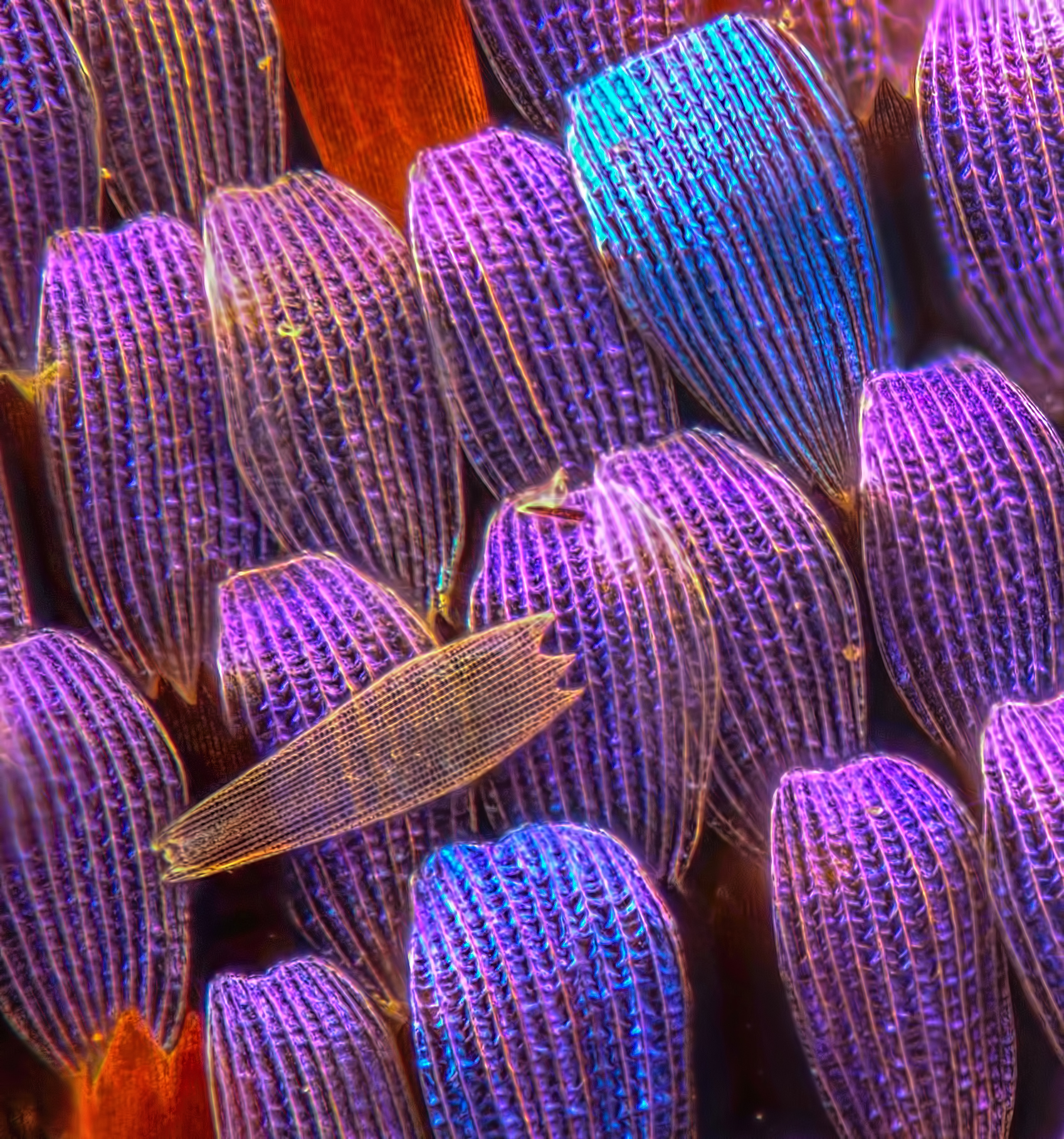
Ecailles de papillon de forme similaire à celle des écailles de Chrysiridia rhipheus. vues au microscope.

### Juvéniles

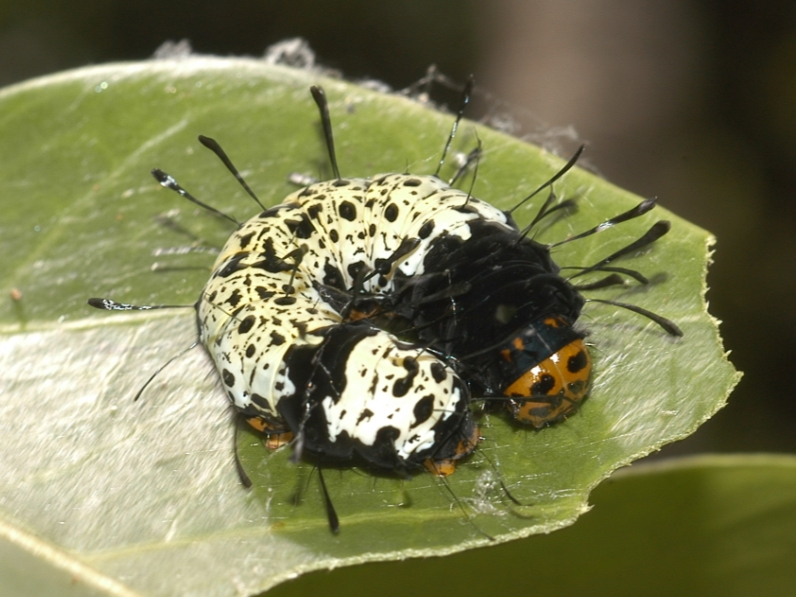
chenille au dernier stade

Comme les œufs des autres espèces d'uranides, les œufs de Chrysiridia rhipheus sont bombés et côtelés. Un œuf pèse environ 1 milligramme et comporte 17 côtes, parfois 18 ou plus rarement 16.
Les chenilles sont blanc crème avec des macules noires et des poils noirs en forme de spatule, tandis que le thorax est noir et que la tête et les pattes sont rougeâtres. Elles possèdent cinq paires de fausses pattes situées sur les segments 3 à 6 et sur le segment 10, et trois paires de vraies pattes à l'avant du corps. Elles sont toxiques grâce au latex toxique de leurs plantes-hôtes.
Le cocon est constitué d'un réseau de fil de soie assez lâche. Il est parfois situé dans la canopée, entre les feuilles, mais le plus souvent près du sol, au milieu de mousses et d'écorces.

## Biologie
Contrairement à la plupart des hétérocères Chrysiridia rhipheus est un papillon diurne. Ses couleurs vives sont aposématiques et avertissent les prédateurs de sa toxicité, une stratégie utilisée par de nombreux rhopalocères, ou papillons diurnes. Au repos ce papillon maintient ses ailes à la verticales, tout comme les espèces diurnes et contrairement aux espèces nocturnes qui maintiennent leurs ailes à l'horizontale. Ce papillon vole habituellement au-dessus de la canopée et dans les clairières. Les adultes migrent depuis les trois espèces de plantes-hôtes présentes dans la forêt sèche de l'ouest (O. ankaranensis, O. occidentalis and O. palmata) jusqu'aux populations de l'espèce présente dans la forêt équatoriale de l'est (O. oppositifolia). Au cours de la migration les papillons se regroupent pour passer la nuit.

Chrysiridia rhipheus ailes repliées.

### Cycle de vie

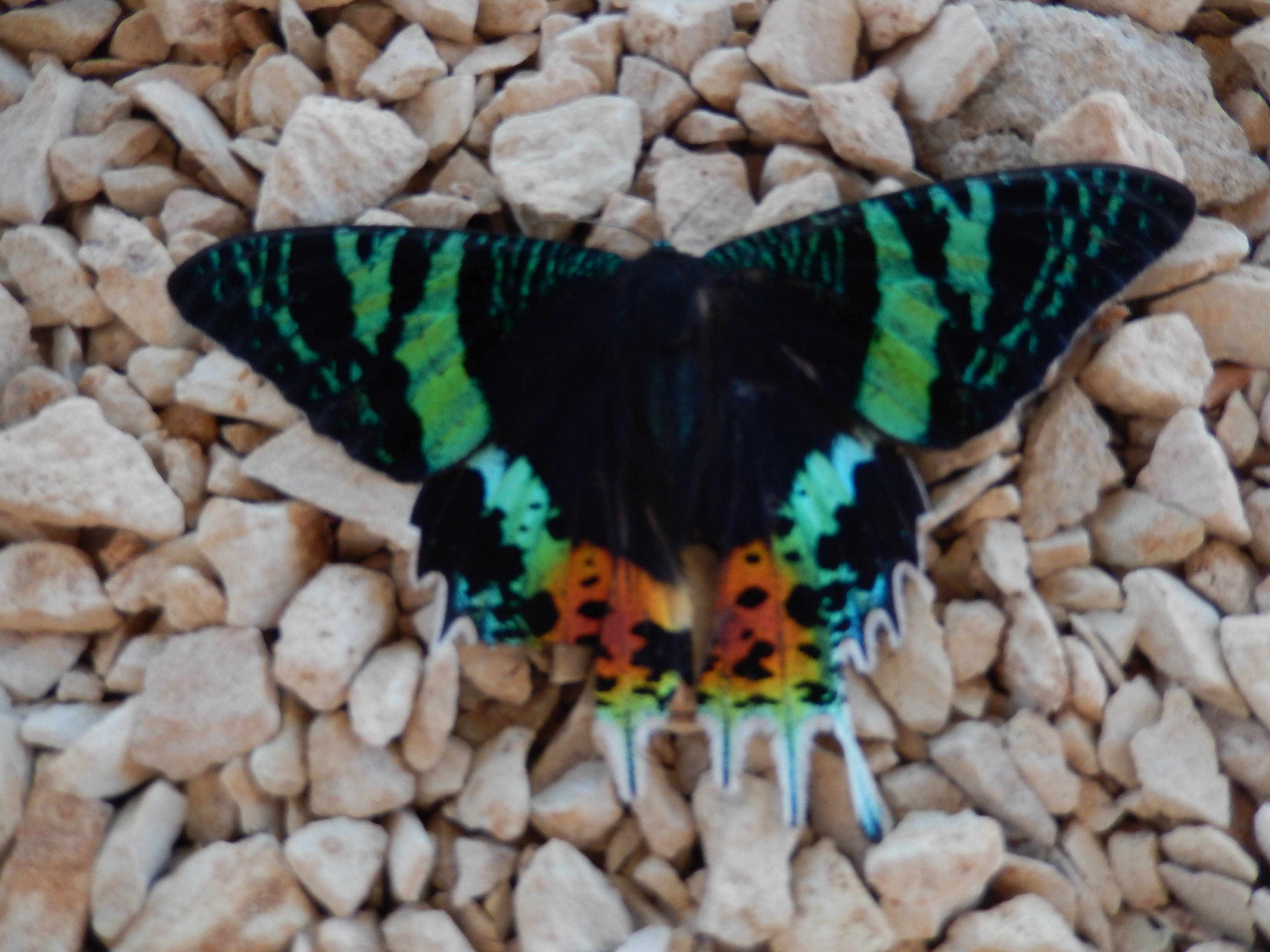
Chrysiridia rhipheus vit à Madagascar, ici photographié près de Mahajanga.

Chrysiridia rhipheus n'a pas de diapause mais les populations sont plus nombreuses de mars à août, ce qui correspond à l'automne et à l'hiver dans son aire de répartition, et moins nombreuses d'octobre à décembre, ce qui correspond au printemps. Les femelles repèrent les sites de pontes visuellement et pondent leurs œufs entre la fin de l'après-midi et la tombée de la nuit. Les œufs sont pondus par groupe de 60 à 110, le plus souvent sur la face inférieure des feuilles d’Omphalea, parfois sur la face supérieure.
Les jeunes chenilles mangent uniquement les parties de la feuille situées entre les nervures, ou parenchyme. Cela leur permet d'éviter le latex toxique et collant qui coule dans les nervures. À l'âge de 3-4 jours les chenilles commencent à manger aussi les fleurs, fruits, vrilles, pétioles et jeunes tiges, au point de défolier complètement la plante. Elles apprécient particulièrement les glandes situées à la base des feuilles. Les chenilles se déplacent sur la soie qu'elles filent avec leur bouche au fur et à mesure qu'elles avancent, en faisant avec leur tête un mouvement en forme de 8. La soie leur permet de rester bien accrochées à la surface lisse des feuilles et de remonter sur la plante si elles tombent. Néanmoins de fortes pluie peuvent les faire tomber à terre.
La phase larvaire comprend quatre stades et dure en tout deux mois pendant la saison chaude et deux mois et demi à trois mois pendant la saison froide.
Parvenue à la fin du stade finale, la chenille fabrique un cocon en soie assez lâche, parfois situé dans la canopée, entre les feuilles, mais le plus souvent près du sol, au milieu de mousses et d'écorces. Pendant la saison chaude la fabrication du cocon prend 10 heures, la transformation en chrysalide a lieu 29 heures plus tard et dure 6 minutes, mais toutes ces étapes prennent plus de temps pendant la saison froide. La nymphose dure 17 jours en novembre, le mois le plus chaud, et 23 jours en juillet, le mois le plus froid. Les motifs des ailes deviennent visibles cinq à six jours avant l'éclosion. L'imago émerge pendant la nuit, par la partie supérieure de la chrysalide. Une fois sorti, le papillon se suspend par les pattes à une surface horizontale. Il déploie ses ailes 10 minutes plus tard en envoyant de l'hémolymphe dans les nervures. Le papillon bat des ailes à plusieurs reprises, les laissent durcir 45 min, puis bat à nouveau des ailes. Il prend son envol 1 heure et demi à deux heures plus tard.

### Plantes-hôtes

Distribution des plantes hôtes de Chrysiridia rhipheus

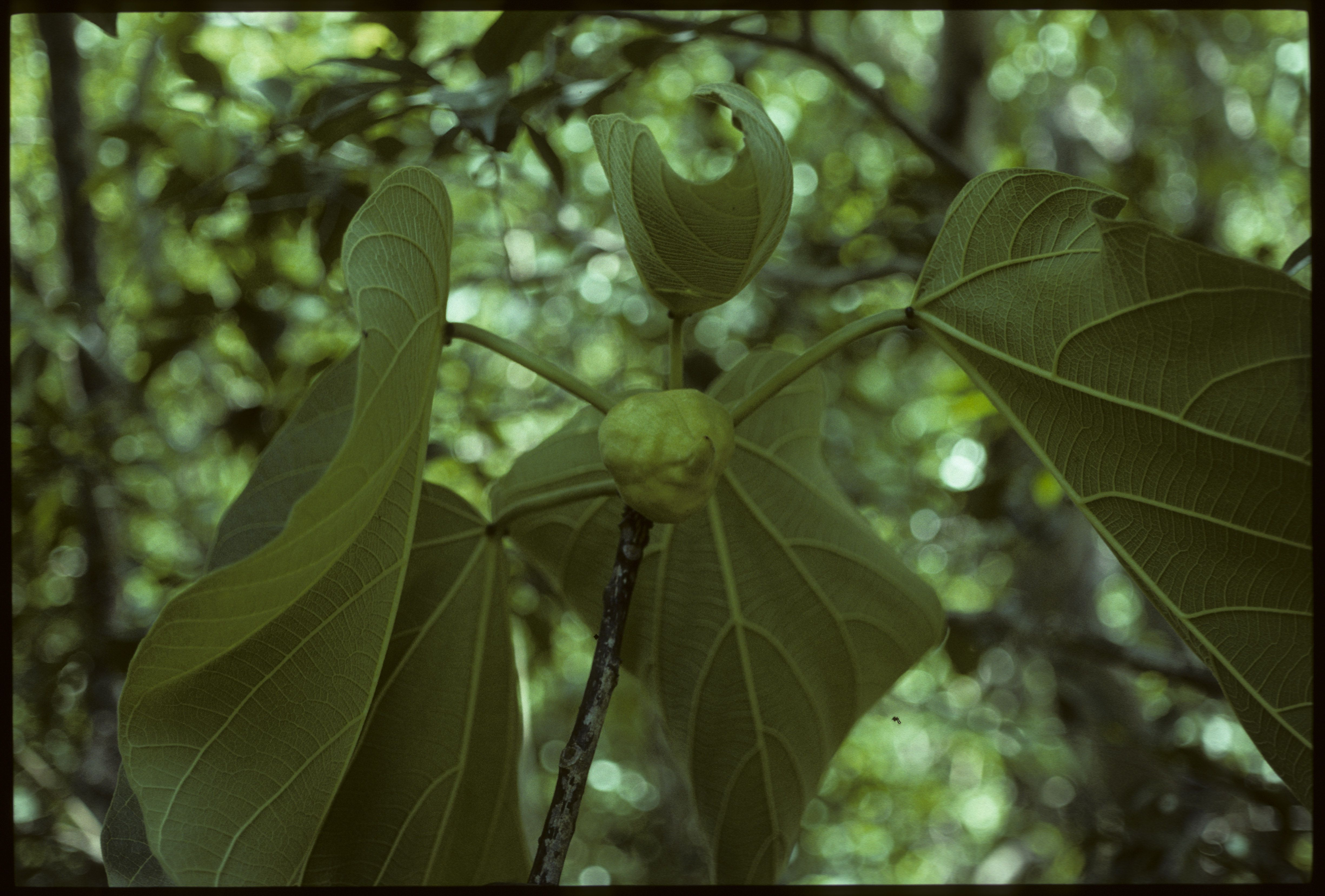
Omphalea occidentalis

Jusqu'au début du XXIe siècle les entomologistes croyaient que la plante-hôte de cette espèce était le Manguier, probablement parce que les femelles venaient butiner les fleurs de cette plante et semblaient y pondre leurs œufs,. Il a depuis été découvert que les chenilles de Chrysiridia rhipheus se nourrissent uniquement des arbres et arbustes du genre Omphalea présents à Madagascar, à savoir O. ankaranensis, O. occidentalis, O. palmata  et O. oppositifolia :
- O. ankaranensis est un arbuste endémique des collines karstiques du nord de Madagascar.
- O. palmata est un arbuste qui pousse dans les forêts sèches de l'ouest de Madagascar
- O. occidentalis est également un arbuste des forêts sèches de l'ouest de Madagascar
- O. oppositifolia est un arbre des forêts humides de la côte est[16].

Toutes ces espèces sont endémiques de l'île. Les plantes hôtes ont développé plusieurs mécanismes de défense contre les chenilles. Les Omphalea, comme d'autres membres de la famille des Euphorbiaceae, produisent du nectar au niveau des feuilles ce qui attirent des hyménoptères parasites des jeunes chenilles. Le nectar des feuilles attire aussi les fourmis, qui le plus souvent protègent la plante hôte et consomment à la fois le nectar et les insectes qui vivent sur la plante. Toutefois les fourmis ignorent en général complètement les chenilles de Chrysiridia, il est donc vraisemblable que les chenilles émettent un répulsif chimique pour se défendre contre les fourmis. Ce répulsif vient de la plante-hôte elle-même. Les espèces du genre Omphalea contiennent en effet des alcaloïdes, qui se retrouvent dans le corps de la chenille, de la chrysalide et du papillon adulte et les protègent des prédateurs. Les plantes hôtes de Chrysiridia rhipheus présentent également d'importantes variations dans la forme des feuilles, ce qui pourrait avoir pour but de rendre la plante plus difficilement repérable par les femelles, qui repèrent les sites de ponte visuellement. Enfin les Omphalea peuvent modifier leurs substances nutritives pour augmenter leur toxicité ce qui provoque la mort de la plus grande partie des larves. Les Omphalea qui ne sont pas endommagées par les chenilles ont une toxicité plus faible.
Il est possible que les migrations de C. rhipheus soient rendues nécessaires par ces changements chimiques chez les plantes hôtes attaquées par les chenilles. Ces éléments pourraient expliquer pourquoi la population de C. rhipheus connait des augmentations locales suivies d'effondrements soudains. Toutefois le lien entre migrations et changements chimiques des plantes hôtes n'est pas entièrement démontré.

### Nourriture de l'adulte
Les adultes préfèrent butiner les fleurs blanches ou jaunes, ce qui indique qu'ils utilisent la vue pour repérer leur source de nourriture. La plupart des fleurs qu'ils choisissent présentent des inflorescences ou des petites fleurs. Cependant toutes les fleurs blanches n'attirent pas les adultes : ainsi les belles fleurs blanches de Omphalea oppositifolia ne sont pas butinées par les adultes. Parmi les fleurs utilisées par Chrysiridia rhipheus comme source de nectar figurent, entre autres :
- Terminalia catappa (le Badamier)
- Camellia sinensis (le Théier)
- Eriobotrya japonica (le Néflier du japon, ou Bibassier)
- Eucalyptus spp.
- Cussonia
- Mangifera indica (le Manguier)

Toutes ces fleurs sont blanches, à l'exception de Camelia sinensis dont les fleurs ont un cœur jaune.

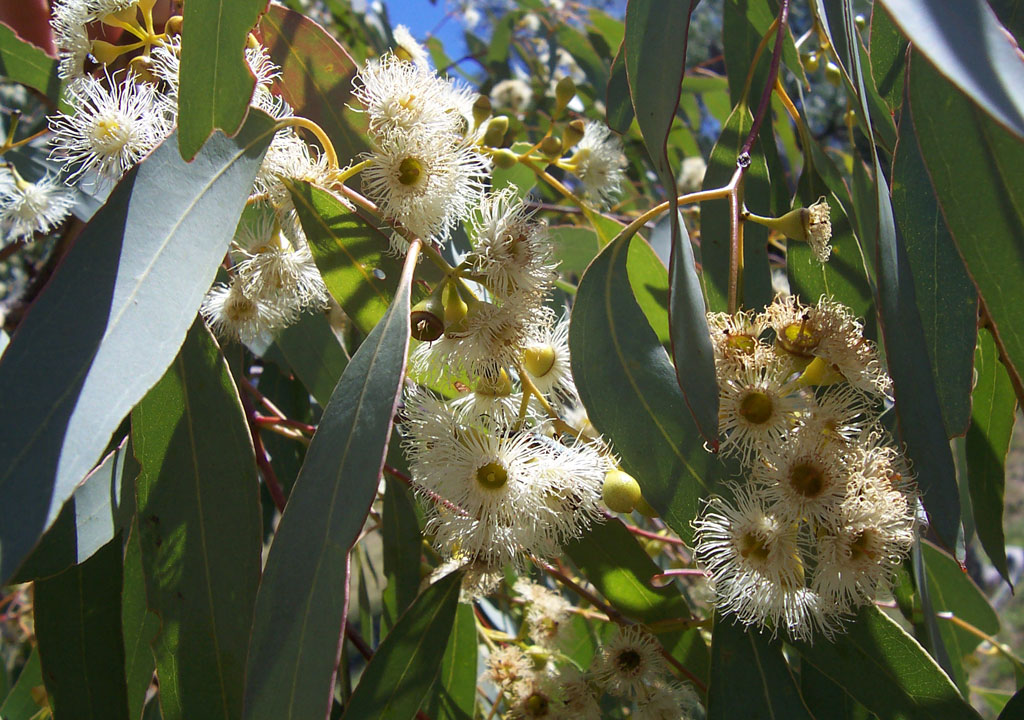
Eucalyptus melliodora, inflorescence.
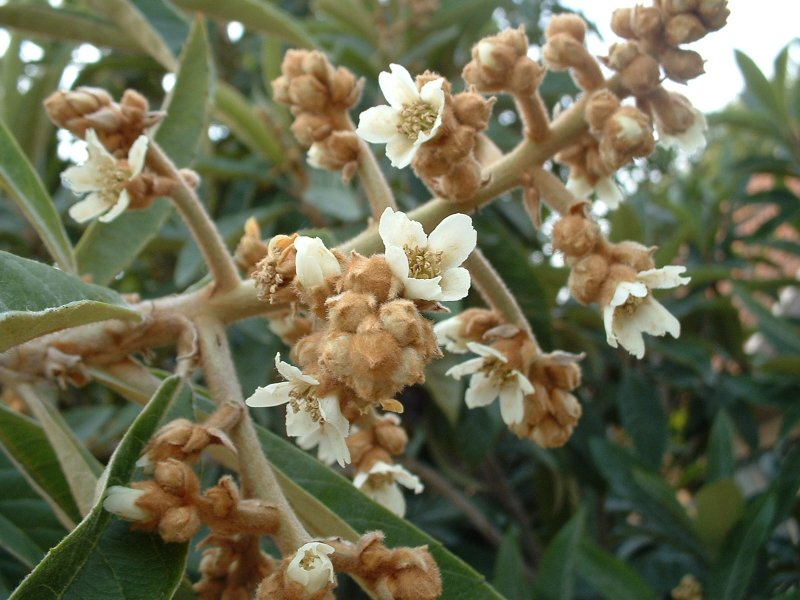
Eriobotrya japonica, inflorescence
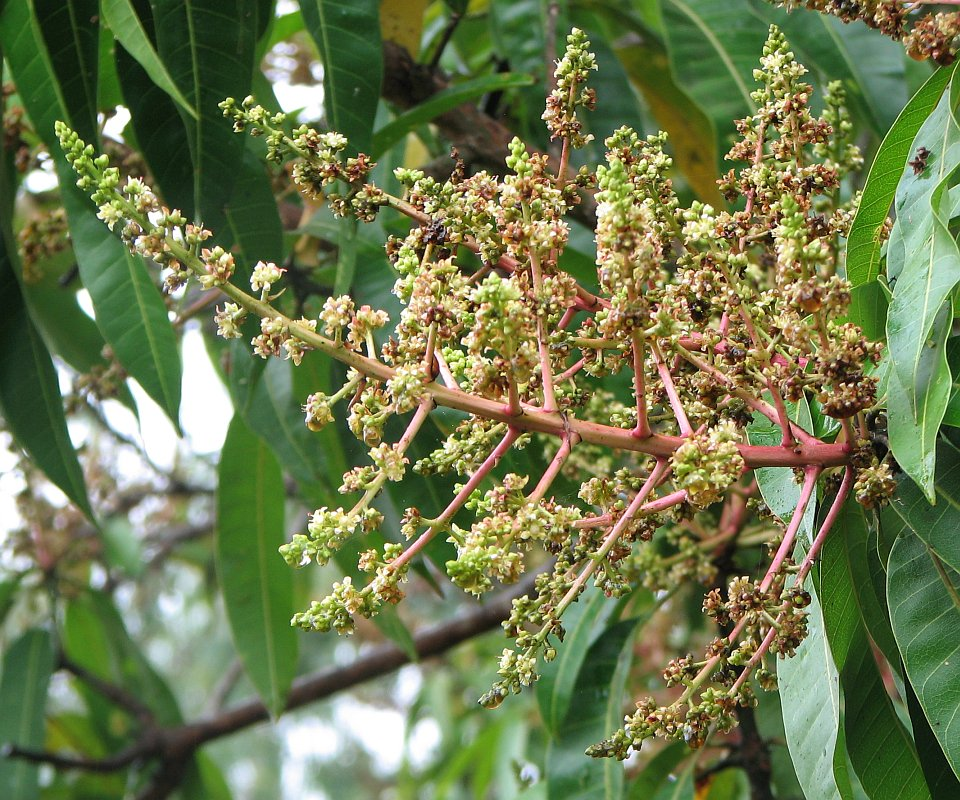
Mangifera sp., inflorescence.
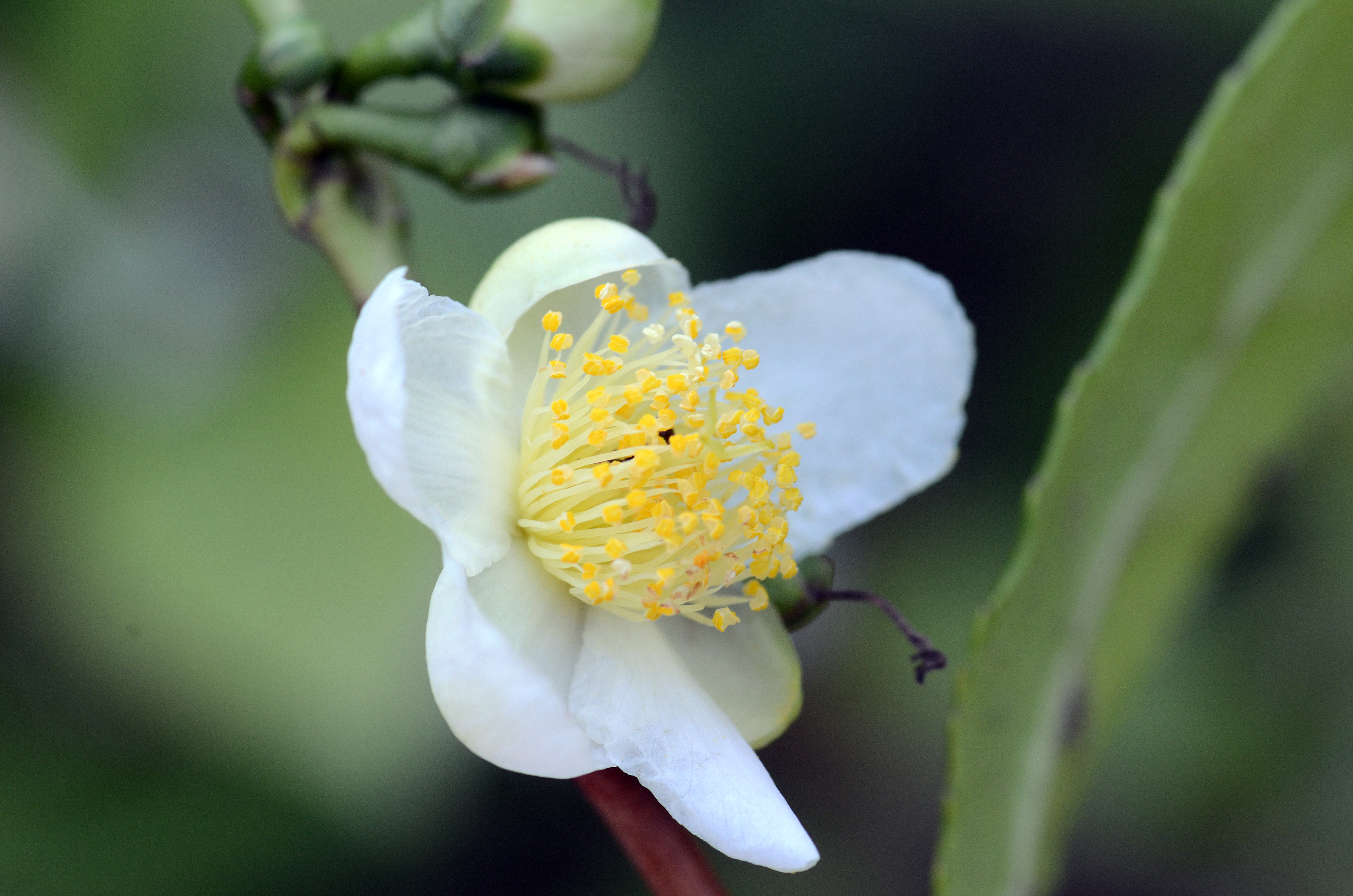
Camelia sinensis, fleur

## Distribution et biotopes

Répartition

Drury, qui décrit l'espèce en 1773 à partir d'un spécimen donné par May of Hammersmith, croyait que ce papillon venait de Chine. Pieter Cramer, qui se procura un autre spécimen, pensait au contraire que l'espèce venait de Chandernagor au Bengale. Il a depuis été découvert que Chrysiridia rhipheus est endémique de Madagascar. Chrysiridia rhipheus est présent presque partout sur l'île, sauf dans le sud-ouest et dans l'extrême sud semi-désertique des Androy où sa plante hôte est absente. Il se reproduit dans les zones où existe encore la forêt originelle de l'île (moins de 10%) et où poussent des Omphalea.
Les trois espèces occidentales d’Omphalea (Omphalea ankaranensis, Omphalea occidentalis et Omphalea palmata)  se trouvent principalement dans des zones protégées. En revanche l'espèce orientale Omphalea oppositifolia ne bénéficie d'aucune protection et se trouve dans des zones menacées par la déforestation. Omphalea oppositifolia étant la seule espèce hôte sempervirente, elle est probablement cruciale pour la survie de Chrysiridia rhipheus. L'espèce jamaïcaine Urania sloanus, également classée parmi les uranides, s'est probablement éteinte après la disparition de l'une de ses plantes hôtes.

## Systématique

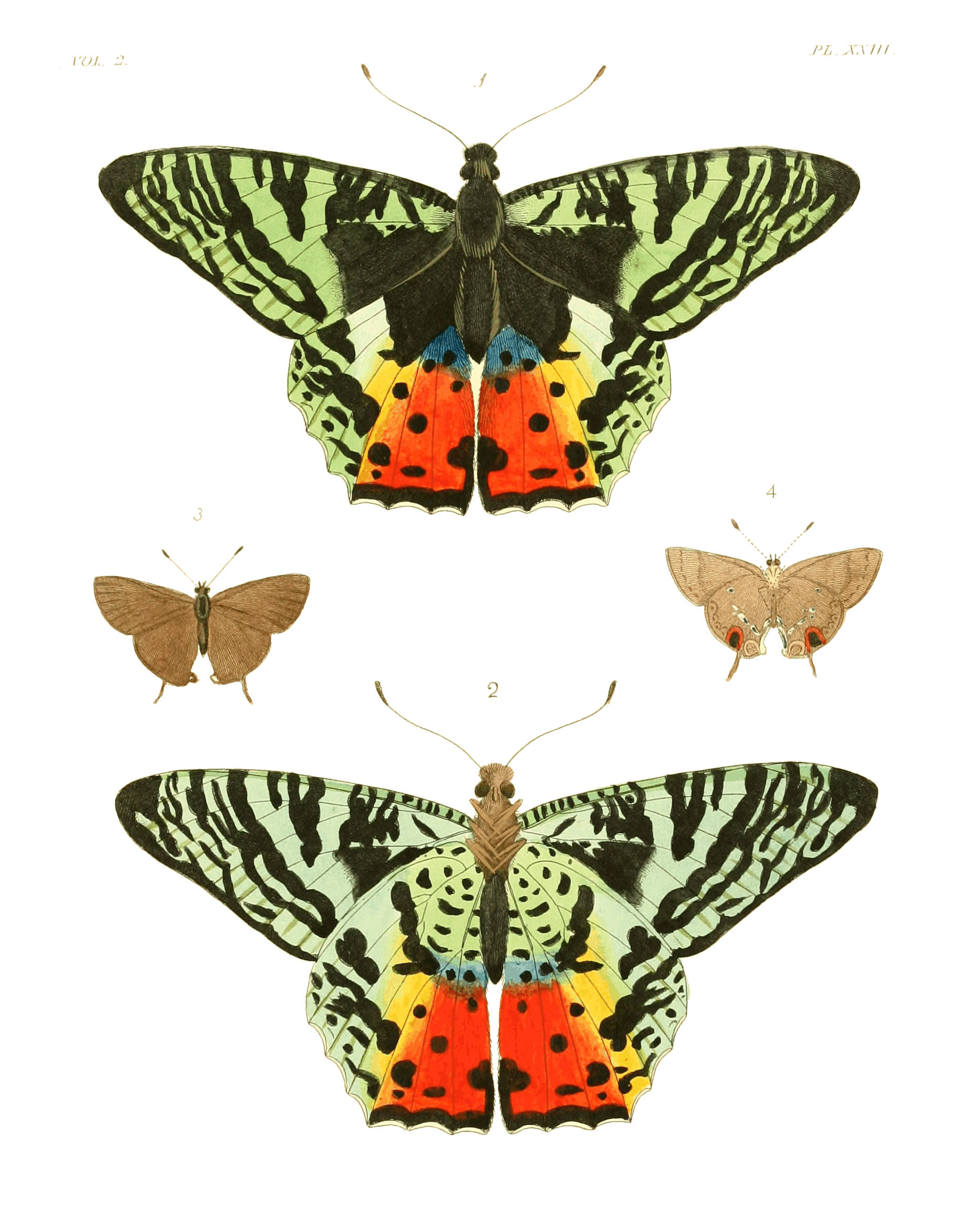
Représentation d'un spécimen incomplet de Chrysiridia rhipheus dans Illustrations of exotic entomology de Drury, 1773.

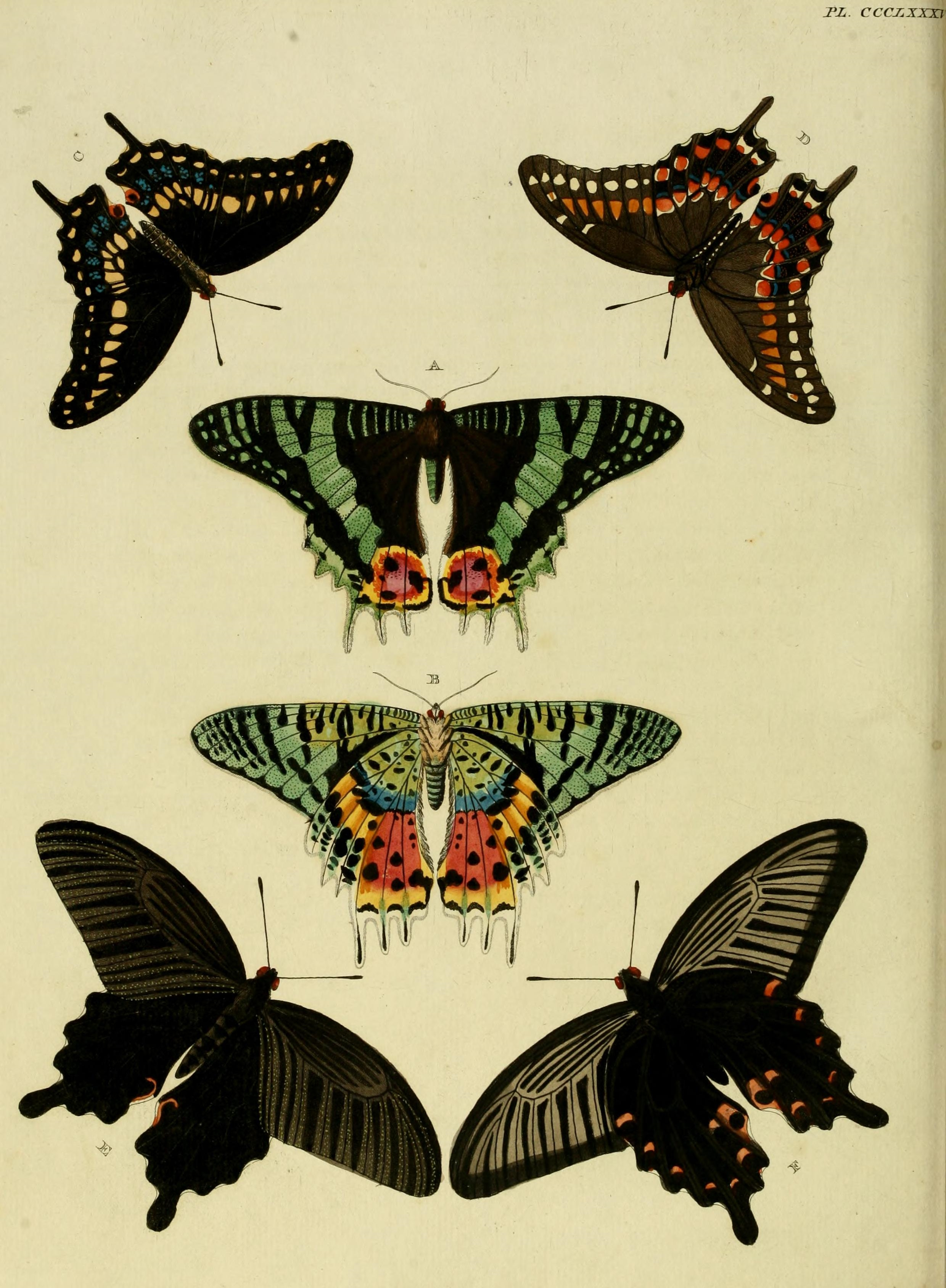
Représentation d'un spécimen complet de Chrysiridia rhipheus (au centre) dans De uitlandsche kapellen, 1779, par Pieter Cramer et Caspar Stoll.

L'espèce Chrysiridia rhipheus a été décrite par l'entomologiste britannique Dru Drury en 1773, à partir d'un unique spécimen qu'il avait obtenu du capitaine May of Hammersmith. En raison de la ressemblance de l'espèce avec les papillons du genre Papilio, Drury le classa dans cette famille, sous le nom de Papilio rhipheus. Drury n'a pas précisé l'origine du terme "rhipheus" dans sa description. Il est possible que ce soit une allusion à Montes Rhipheus, un nom latin désignant des montagnes identifiées à la chaîne de l'Oural, ou encore à Rhipheus, "le plus juste de tous les troyens" dans l’Énéide. Toutefois, le spécimen de Drury, ou le dessin qui en a été fait, a été modifié, la tête, manquante, étant remplacée par celle d'un papillon aux antennes en massues, caractéristiques des rhopalocères. Les queues étaient également manquantes. Pieter Cramer décrit à son tour cette espèce en 1779, à partir d'un spécimen entier de la collection de Gigot d'Orey. Cramer émet déjà l'hypothèse que ce spécimen appartient à la même espèce que celui de Drury mais plusieurs entomologistes continuèrent à considérer les deux spécimens comme appartenant à des espèces différentes. L'espèce fut ensuite placée dans le genre Urania par Lesson en 1831 C'est Jakob Hübner qui la plaça dans le genre nouvellement décrit Chrysiridia en 1823, sous le nom de Chrysiridia riphearia, mais ce nouveau genre ne s'imposa que tardivement. De plus Hübner pensait toujours avoir affaire à une espèce différente du Papilio rhipheus de Drury. Il en fut de même de William Swainson qui en 1833 renomma le Papilio rhipheus de Drury Rhipheus dasycephalus et l'espèce du spécimen de Cramer Leilus orientalis.

### Synonymie
Au cours de son histoire cette espèce a été désignée sous les noms suivants :
1. Papilio rhipheus, Drury, 1773[7]
2. Chrysiridia riphearia Hübner, 1823[24]
3. Urania ripheus Lesson, 1831[21]
4. Urania ripheus var. madagascariensis Lesson, 1831[21]
5. Rhipheus dasycephalus Swainson, 1833[22]
6. Leilus orientalis Swainson, 1833[22]
7. Urania druryi Boisduval, 1874[25]
8. Urania crameri Maassen, 1897[22]
9. Urania ripheus ab. melania Oberthür, 1898[22]
10. Urania ripheus ab. laetevirens Oberthür, 1898[22]
11. Urania papageno Niepelt, 1931[26]
12. Urania gasteaui Le Moult, 1933[22]
13. Urania cyanescens Le Moult, 1933[22]
14. Urania cloitrei Le Moult, 1933[22]
15. Urania catalai Le Moult, 1933[22]
16. Chrysiridia madagascariensis[27]

## Noms vernaculaires
Chrysiridia rhipheus se nomme Adriandolo ou Lolonandriana en malgache, de lolo "esprit" ou "papillon" et de andriana qui signifie "noble" ou "roi". Le nom du papillon en malgache peut donc se traduire par "noble papillon", "esprit noble", "papillon royal" ou encore "esprit royal". L'espèce est aussi appelée Lolovolamena, volamena se traduisant par "or". C. rhipheus se nomme Madagascan sunset moth ou sunset moth en anglais, le mot sunset, qui signifie "coucher de soleil" faisant référence aux couleurs des ailes postérieures du papillon, qui rappellent un coucher de soleil. En français il est parfois nommé "Uranie riphée", et "Uranie de Madagascar". Le terme "uranie" est la francisation de urania, le nom du genre dans lequel ce papillon fut un temps classé. Le terme urania vient probablement du grec ο υ ̓ ρ α ́ ν ι ο ς "merveilleux", "prodigieux", "très grand".

## Chrysiridia rhipheuset l'Homme

### Culture

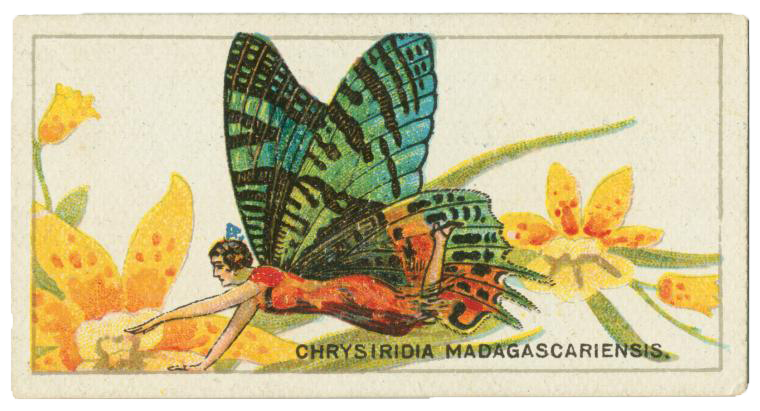
Fée avec des ailes de Chrysiridia rhipheus figurant sur un étui à cigarette.

Ce papillon est considéré comme l'un des plus beaux insectes de l'ordre des lépidoptères,. Il figure dans la plupart des beaux livres de photographies consacrés aux papillons et a été représenté sur des objets décoratifs. Très recherché par les collectionneurs, il fait l'objet d'élevage pour le commerce, et ses ailes sont utilisées pour faire des bijoux.
Dans la culture malgache, l'âme des morts apparaît sous la forme de papillons et les détruire serait détruire les ancêtres,. En effet en malgache le terme lolo peut se traduire aussi bien par "papillon" que par "esprit" ou "âme", probablement parce que la chrysalide ressemble à un cercueil et que le papillon qui émerge de la chrysalide rappelle l'âme qui quitte le corps,.

### Philatélie
Chrysiridia rhipheus a figuré notamment sur les timbres suivants :
- un timbre de 1960 de Madagascar d'une valeur de 100 F,
- un timbre de 2007 de la collection Butterflies of Africa de la poste du Lesotho,
- un timbre de 2011 de l'Union des Comores d'une valeur de 2500 FC.

### Littérature
Dans son roman Le Premier Siècle après Béatrice, Amin Maalouf évoque au chapitre T Urania rhipheus comme une espèce présente sur plusieurs continents et sujette à des suicides collectifs, dont le protagoniste principal du roman, entomologiste, se passionne dans le cadre de sa reconversion dans les lépidoptères.